# Titanostrombus galeatus
Titanostrombus galeatus (Swainson, 1823), noto anche come Lobatus galeatus (Swainson, 1823), comunemente noto come conchiglia gigante del Pacifico Orientale, è una grande lumaca di mare, un mollusco marino gasteropode della famiglia Strombidae. Essa è una specie del Pacifico orientale, presente dal Golfo della California al Perù.
I gusci delle conchiglie giganti venivano usati come strumenti a fiato dai Chavín, un'antica popolazione degli altopiani delle Ande settentrionali nel Perù. 
Sono ancora utilizzate a questo proposito nelle Ande, dove sono conosciute come 'pututo'.